# Sera, Hiroshima
Sera (japanska: 世羅町?, Sera-chō) är en landskommun i Hiroshima prefektur i Japan. Kommunen bildades 2004 genom en sammanslagning av kommunerna Kōzan och Seranishi.